# Флеш Валонь 2011
75-й выпуск  Флеш Валонь — шоссейной однодневной велогонки по дорогам бельгийского региона Валлония. Гонка прошла 20 апреля по маршруту протяжённостью 201 км из Шарлеруа в Юи, и была 11 стартом календаря Мирового Тура UCI 2011 года.
Победу в гонке одержал бельгиец Филипп Жильбер, выступавший за команду Omega Pharma-Lotto, который атаковал пелотон на финишном подъёме Мюр де Юи и выиграл с отрывом в 3 секунды от испанца Хоакима Родригеса из команды Team Katusha. После побед Жильбера на Стреле Брабанта (нидерл. Brabantse Pijl) и Амстел Голд Рейс, победа на Флеш Валонь стала третьей его победой на классиках за неделю. Третьим на финиш с отставанием в 5 секунд приехал представитель команды Euskaltel-Euskadi испанец Самуэль Санчес.
Победа Жильбера стала первой победой бельгийцев на Флеш Валонь после победы Марио Аэртса в 2002 году, и первой победой валлона после триумфа Клода Крикельона в 1989 году.

## Участники
Для участия в гонке было заявлено 199 велогонщиков, по 8 от каждой из 25 команд (команда Garmin-Cervélo заявила 7 гонщиков). На старт вышли 197 велогонщиков, 139 из них финишировали. Кроме 18 команд Мировго тур UCI организаторы пригласили 7 профессиональных континентальных команд UCI.
| UCI ProTeams (18)- Ag2r La Mondiale - Astana - BMC Racing Team - Euskaltel-Euskadi - Garmin-Cervélo - HTC-Highroad - Katusha - Lampre-ISD - Leopard-Trek - Liquigas-Cannondale - Movistar Team - Omega Pharma-Lotto - Quick Step Cycling Team - Rabobank - Team RadioShack - Saxo Bank-Sungard - Sky ProCycling - Vacansoleil-DCM UCI Professional Continental Teams (7)- Cofidis, le Crédit en Ligne - Skil-Shimano - FDJ - Landbouwkrediet - Saur-Sojasun - Veranda’s Willems-Accent - Topsport Vlaanderen-Mercator |
| |

## Маршрут
Гонка стартовала в Шарлеруа и финишировала в знаменитый подъём Мюр де Юи (фр. Mur de Huy — стена Юи). Общая протяжённость гонки составила 201 км. Основную сложность на дистанции гонки, как и на других арденнских классиках, представляли короткие крутые подъёмы. Первая часть дистанции по традиции была равнинной, подъёмы начались на 70-м километре гонки, за 130 км до финиша. На Флеш Валлонь не так много подъёмов, как на Амстел Голд Рейс, но они более трудные. Велогонщикам предстояло преодолеть 10 подъёмов, самый знаменитый из них — Мюр де Юи — встречался на пути три раза, а предпоследняя горка Кот д'Эреф (фр. Côte d'Ereffe) в этом году была расположена ближе к финишу, за 10 км.
| №  | Название                    | Км от старта | Длина (м) | Средний % |
| -- | --------------------------- | ------------ | --------- | --------- |
| 1  | Мюр де Юи (1-е прохождение) | 70           | 1,3       | 9,3       |
| 2  | Кот де Пё д'O               | 109,5        | 2,7       | 3.9       |
| 3  | Кот де О-Буа                | 115          | 1,6       | 4,8       |
| 4  | Кот де Гроин                | 140.5        | 2         | 3,5       |
| 5  | Кот де Боиссо               | 146,5        | 1,3       | 7,6       |
| 6  | Кот де Бусаль               | 149,5        | 1,7       | 4,9       |
| 7  | Кот д'Аэн                   | 160,5        | 2,3       | 6,5       |
| 8  | Мюр де Юи (2-е прохождение) | 171,5        | 1,3       | 9,3       |
| 9  | Кот д'Эреф                  | 190          | 2,1       | 5,9       |
| 10 | Мюр де Юи (финиш)           | 201          | 1,3       | 9,3       |

## Ход гонки
Первыми сошедшими стали оба стартовавших ирландца, кузены Николас Рош и Дэниел Мартин.
Сразу после старта из Шарлеруа был сформирован отрыв из 4 гонщиков: Матти Хелминена (Landbouwkrediet), Максима Вантомма (Team Katusha), Пребена ван Хекке (Topsport Vlaanderen-Mercator) и Мачея Патерски (Liquigas-Cannondale). Отставание пелотона от группы отрыва быстро росло и пред первым восхождением на Мюр де Юи достигло 17 минут. Команды фаворитов гонки Альберто Контадора и братьев Шлек — Saxo Bank-Sungard и Leopard Trek — возглавили погоню за отрывом. За 80 километров до финиша отрыв сократился до 10 минут. Позже к работе в голове пелотона подключились гонщики Sky Procycling и после прохождения подъёма Кот д’Аэн отставание сократилось до 5 минут.
После второго прохождения Мюр де Юи, вершину которой второй раз первым проехал Пребен ван Хекке, преимущество группы отрыва сократилось до 1 минуты. В атаку из пелотона пошла группа из четырёх гонщиков: Энрико Гаспаротто (Pro Team Astana), чемпиона России Александра Колобнева (Team Katusha), Томаса Лёфквиста (Sky Procycling) и Тиджея Ван Гардерена (Team HTC-High Road), через некоторое время к этой атаке подключились Горка Вердуго (Euskaltel-Euskadi), Василий Кириенко (Movistar Team) и Михал Голась (Vacansoleil-DCM). За 20 километров до финиша сформировалась группа лидеров из 10 человек, отставание от которой пелотона, возглавляемого гонщиками Omega Pharma-Lotto, составляло 20 секунд.
Вскоре из первой группы в атаку пошёл Томас Лёфквист, к которому присоединился Василий Кириенко. Преимущество дуэта лидеров составляло 23 секунды, однако за 8 км до финиша, благодаря усилиям Team Katusha и Omega Pharma-Lotto, отрыв был поглощён пелотоном. Сразу же после этого пелотон атаковали Жером Пино (Quick Step) и Марко Маркато (Vacansoleil-DCM), которые сохраняли лидерство до последнего километра. После прохождения отметки последнего километра в голове пелотона началась борьба за позицию на Мюр де Юи и отрыв был поглощён. Когда начался градиент в 19 %, Филипп Жильбер (Omega Pharma-Lotto) увидел, что Контадор и Родригес находятся на неудобной позиции и решил атаковать. Благодаря своей способности к взрывной скорости в гору, Жильбер смог довести свою атаку до победы на вершине Мюр де Юи, вторым, с отставанием в 3 секунды, приехал Хоаким Родригес (Team Katusha), третьим через 5 секунд финишировал Самуэль Санчес (Euskaltel-Euskadi).

## Результаты
| \| Генеральная классификация \| Генеральная классификация \| Генеральная классификация \| Генеральная классификация \| Генеральная классификация \| \| Гонщик \| Гонщик \| Команда \| Время \| \| \| ------------------------- \| ------------------------- \| ------------------------- \| ------------------------- \| ------------------------- \| \| 1-й \| Филипп Жильбер \| Omega Pharma-Lotto \| 4ч 54' 57 \| \| \| 2-й \| Хоаким Родригес \| Katusha \| + 3 \| \| \| 3-й \| Самуэль Санчес \| Euskaltel-Euskadi \| + 5 \| \| \| 4-й \| Александр Винокуров \| Astana \| + 6 \| \| \| 5-й \| Игор Антон \| Euskaltel-Euskadi \| + 6 \| \| \| 6-й \| Йелле Ванендерт \| Omega Pharma-Lotto \| + 6 \| \| \| 7-й \| Фрэнк Шлек \| Leopard-Trek \| + 6 \| \| \| 8-й \| Даниэль Морено \| Katusha \| + 9 \| \| \| 9-й \| Кристоф Ле Мевель \| Garmin-Cervélo \| + 12 \| \| \| 10-й \| Пауль Мартенс \| Rabobank \| + 12 \| \| |                     |                    |           |
| |                     |                    |           |
| Источник: ProCyclingStats |                     |                    |           |
| Генеральная классификация |                     |                    |           |
| Гонщик | Гонщик              | Команда            | Время     |
| 1-й | Филипп Жильбер      | Omega Pharma-Lotto | 4ч 54' 57 |
| 2-й | Хоаким Родригес     | Katusha            | + 3       |
| 3-й | Самуэль Санчес      | Euskaltel-Euskadi  | + 5       |
| 4-й | Александр Винокуров | Astana             | + 6       |
| 5-й | Игор Антон          | Euskaltel-Euskadi  | + 6       |
| 6-й | Йелле Ванендерт     | Omega Pharma-Lotto | + 6       |
| 7-й | Фрэнк Шлек          | Leopard-Trek       | + 6       |
| 8-й | Даниэль Морено      | Katusha            | + 9       |
| 9-й | Кристоф Ле Мевель   | Garmin-Cervélo     | + 12      |
| 10-й | Пауль Мартенс       | Rabobank           | + 12      |